# Cantó de Marsella La Blancarda
El cantó de Marsella La Blancarda és un cantó francès del departament de les Boques del Roine, situat al districte de Marsella. És format per part del municipi de Marsella.

## Municipis
Aplega tot o part dels següents barris de Marsella:
- la Blancarda
- Chartrós
- Chutes-Lavie
- Montolivet
- Saint-Barnabé

## Història
| Data d'elecció                           | Identitat             | Partit         | Qualitat |
| ---------------------------------------- | --------------------- | -------------- | -------- |
| 1964-1976                                | Louis Gazagnaire      | PCF            |          |
| 1976-1988                                | Jean-Jacques Léonetti | PS             |          |
| 1988-1994                                | Bernard Manovelli     | Divers droite  |          |
| 1994-2001                                | Michel Dary           | PRG            |          |
| 2001-                                    | Maurice Di Nocera     | DL, després NC |          |
| les dades anteriors no són pas conegudes |                       |                |          |
|                                          |                       |                |          |